# Károlyi Lili
Károlyi Lilla Márta (1998. augusztus 5. –) magyar szinkronszínésznő.

## Munkássága

### Filmográfia

#### Filmek
| Cím                               | Szerep                           | Szinész             |
| --------------------------------- | -------------------------------- | ------------------- |
| Waterworld – Vízivilág            | Enola                            | Tina Majorino       |
| A legszebb karácsonyi ajándék     | Samantha Elizabeth Kwan          | Brenda Song         |
| Bunyó                             | Lila                             | Gabrielle Pelucco   |
| Fel                               | Ellie (fiatal)                   | Elie Docter         |
| A hercegnő és a béka              | Fiatal Charlotte                 | Breanna Brooks      |
| Csillagkutyák                     | Caroline                         | Anasztaszia Usakova |
| Csingiling és a nagy tündérmentés | Lizzy Griffiths                  | Lauren Mote         |
| Diótörő 3D                        | Mary                             | Elle Fanning        |
| Emlékezz rám                      | Caroline Hawkins                 | Ruby Jerins         |
| Fogtündér                         | Destiny Whitlock                 | Tess Harris         |
| Gru                               | Edit                             | Dana Gaier          |
| HA/VER                            | Mindy Macready / Kis Dög         | Chloë Grace Moretz  |
| A király beszéde                  | Erzsébet hercegnő                | Freya Wilson        |
| Az Őrzők legendája                | Eglantina                        | Adrienne DeFaria    |
| Toy Story 3.                      | Bonnie                           | Emily Hahn          |
| Álmok otthona                     | Trish                            | Taylor Geare        |
| Jack és Jill                      | Sofia Sadelstein                 | Elodie Tougne       |
| Őrült, dilis, szerelem            | Molly                            | Joey King           |
| Éjsötét árnyék                    | Victoria fiatalon                | Alexia Osborne      |
| A Kaptár – Megtorlás              | Becky                            | Aryana Engineer     |
| Chucky átka                       | Alice                            | Summer H. Howell    |
| Gru 2.                            | Edit                             | Dana Gaier          |
| Last Vegas                        | Sophie fiatalon                  | Olivia Stuck        |
| Csingiling és a Soharém legendája | Di                               | TBA                 |
| Kis gézengúzok nagy napja         | Mary Anne                        | Jenna Ortega        |
| Mr. Peabody és Sherman kalandjai  | Penny Peterson                   | Ariel Winter        |
| Ouija                             | Laine fiatalon                   | Afra Sophia Tully   |
| Térkép a csillagokhoz             | Cammy                            | Kiara Glasco        |
| Vaiana                            | Gyerek a hajón Síró gyerek No No | TBA                 |
| Zootropolis – Állati nagy balhé   | Fiatal Hopsz                     | Della Saba          |
| Az éhezők viadala                 | Rue                              | Amandla Stenberg    |

#### Sorozatok
| Cím                       | Szerep                             | Szinész                            |
| ------------------------- | ---------------------------------- | ---------------------------------- |
| Conan, a detektív         | Akiko                              | TBA                                |
| A szultána                | Fatma szultána, Gevherhan szultána | Balim Gaye Bayrak, Cagla Naz Kargi |
| A végső akarat            | Ece Aydın                          | Ayça Turan                         |
| Benne vagyok a bandában   | Ms. Dempsey                        | G. Hannelius                       |
| Internátus                | Evelyn Pons                        | Denisse Peña                       |
| Modern család             | Alex Dunphy (HBO-s változat)       | Ariel Winter                       |
| A Thunderman család       | Chloe Thunderman                   | Maya Le Clark                      |
| Game Shakers              | Babe                               | Cree Cicchino                      |
| Evermoor titkai           | Lacie (15-24. részig)              | India Ria Amarteifio               |
| Az Oroszlán őrség         | Fuli                               | Diamond White                      |
| Kirby Buckets kalandjai   | Belinda                            | Tiffany Espensen                   |
| Soy Luna                  | Nina Simonetti                     | Carolina Kopelioff                 |
| Penny a M.A.R.S.-ból      | Sofia Hu                           | Olivia Chan                        |
| Peppa malac               | Rebeka nyuszi                      | Bethan Lindsay                     |
| Gumball csodálatos világa | Anais Watterson                    | Kyla Rae Kowalewski                |
| Veszélyes Henry           | Bianca                             | Maeve Tomalty                      |
| Testvérek                 | Melisa Atakul                      | Damlasu İkizoğlu                   |
| Fancy Nancy Clancy        | Nancy Clancy                       | Mia Sinclair Jenness               |